# World in My Eyes
World in My Eyes è un singolo del gruppo musicale britannico Depeche Mode, pubblicato il 17 settembre 1990 come quarto estratto dal settimo album in studio Violator.
Il brano è stato inserito nella raccolta The Singles 86-98 e in due versioni remixate nella raccolta Remixes 81-04.

## Video musicale
Il video è stato diretto da Anton Corbijn.

## Tracce
Testi e musiche di Martin Lee Gore.
1. World in My Eyes (Single Version) – 3:58
2. Happiest Girl (Jack Mix) – 4:57
3. Sea of Sin (Tonal Mix) – 4:43

## Formazione
Hanno partecipato alle registrazioni, secondo le note di copertina di Violator:
Gruppo
- Alan Wilder – strumentazione, voce
- David Gahan – voce principale, strumentazione
- Andrew Fletcher – strumentazione, voce
- Martin Gore – strumentazione, voce

Produzione
- Depeche Mode – produzione
- Flood – produzione
- François Kevorkian – missaggio
- Pino Pischetola – ingegneria del suono
- Peter Iversen – ingegneria del suono
- Steve Lyon – ingegneria del suono
- Goh Hotoda – ingegneria del suono
- Alan Gregorie – ingegneria del suono
- Dennis Mitchell – ingegneria del suono
- Phil Legg – ingegneria del suono
- Daryl Bamonte – assistenza tecnica
- Dick Meaney – assistenza tecnica
- David Browne – assistenza tecnica
- Mark Flannery – assistenza tecnica
- Ricky – assistenza tecnica
- Anton Corbijn – copertina
- Area – copertina

## Classifiche
| Classifica (1990)                 | Posizione massima |
| --------------------------------- | ----------------- |
| Belgio (Fiandre)                  | 46                |
| Canada                            | 74                |
| Finlandia                         | 4                 |
| Francia                           | 30                |
| Germania                          | 7                 |
| Irlanda                           | 7                 |
| Italia                            | 28                |
| Paesi Bassi                       | 49                |
| Regno Unito                       | 17                |
| Spagna                            | 2                 |
| Stati Uniti                       | 52                |
| Stati Uniti (alternative)         | 17                |
| Stati Uniti (dance club)          | 6                 |
| Stati Uniti (dance singles sales) | 3                 |
| Svizzera                          | 5                 |